# Demo
La demo (abbreviazione dell'inglese demonstration) è un campione dimostrativo della produzione di musicisti, scrittori, programmatori o autori in genere.
Prodotta e distribuita dallo stesso autore o da suoi produttori o agenti, solitamente in maniera gratuita, allo scopo di promuovere l'autore presso enti in grado di operare una distribuzione/produzione di più ampio raggio (case editrici, case discografiche, aziende produttrici e così via).
I primi programmi per computer che hanno qualche somiglianza con effetti demo si trovano tra i cosiddetti display hack, con i primi esempi risalenti ai primi anni '50.
Nel 1980 Atari, Inc. iniziò ad utilizzare una demo in loop con effetti visivi e musica per mostrare le caratteristiche dei computer Atari 400/800 nei negozi.
Le demo hanno influenzato aree come l'industria dei giochi per computer e la new media art.
4players.de ha riferito che "numerosi" programmatori di demo e intro, artisti e musicisti sono stati impiegati nell'industria dei giochi. Le aziende di videogiochi con membri di demoscene nello staff includevano Digital Illusions, Starbreeze, Ascaron, 49Games, Remedy, Techland, Lionhead Studios, Bugbear, Digital Reality, Guerrilla Games e Akella.
La musica dei Tracker che fa parte della cultura Demoscene può essere trovata in molti videogiochi della fine degli anni '90 e dei primi anni 2000, come Unreal, Unreal Tournament, Deus Ex, Crusader: No Remorse, One Must Fall: 2097, Jazz Jackrabbit e Uplink.

## Musica
La demo rappresenta la selezione di alcuni brani musicali registrati su CD o altro formato digitale (o, più raramente, audiocassetta, ovvero la demo tape, molto diffusa sino alla fine degli anni '90 anche per l'invio alle fanzine o alle riviste musicali specializzate). Generalmente i brani sono registrati con mezzi semi-professionali o dilettantistici e fungono da "biglietto da visita" presso le case discografiche o i produttori musicali.
Secondo quanto dichiarato dalle maggiori case discografiche, il demo dovrebbe essere composto al massimo da tre/quattro brani, dovrebbe essere registrato esclusivamente su CD (o in taluni casi in formato MP3) e dovrebbe essere corredato da un breve curriculum artistico, dai recapiti del musicista e da alcune fotografie in figura intera e viso (preferibilmente il tutto compendiato in una piccola brochure in A4 stampata su carta fotografica).
Le principali major ricevono, in media, dai 50 ai 100 demo ogni giorno e hanno persone adibite appositamente all'ascolto (solitamente il direttore A&R – Artist & Repertoire – o il vice o il talent scout). Ne consegue che le possibilità di risposta sono direttamente proporzionali alla qualità e alla professionalità della proposta inviata, ma anche la fortuna gioca un ruolo importante.

## Informatica

### Promozione artistica
Con la nascita dei primi home computer si è sviluppata la cultura della demoscene, nella quale singoli artisti o gruppi producono dei campioni dimostrativi per dimostrare le proprie abilità in programmazione, grafica, modellazione 3D ecc. I campioni dimostrativi consistono in una presentazione multimediale non interattiva. La differenza rispetto a un'animazione classica è che la grafica mostrata in una demo viene elaborata in tempo reale tramite complessi algoritmi matematici. Questo fa sì che uno degli aspetti più importanti per determinare la qualità di una demo sia la capacità di sfruttare al meglio la potenza del computer. I demo più moderni sono per lo più composti di animazioni tridimensionali unite ad effetti a due dimensioni.
Ci sono tre tipi principali di demo:
- intro 4k: demo di dimensioni molto limitate, generalmente senza musica,
- intro 64k: demo di dimensioni limitate,
- demo: demo di dimensioni illimitate, libertà assoluta in fatto di contenuti e requisiti tecnici.

La maggior parte dei demo è mostrata durante competizioni in raduni (detti gathering o symposium), frequentati per lo più dagli autori stessi e da loro conoscenti, ma contano spesso varie migliaia di persone. Dopo la competizione i demo sono di solito diffusi gratuitamente su internet.

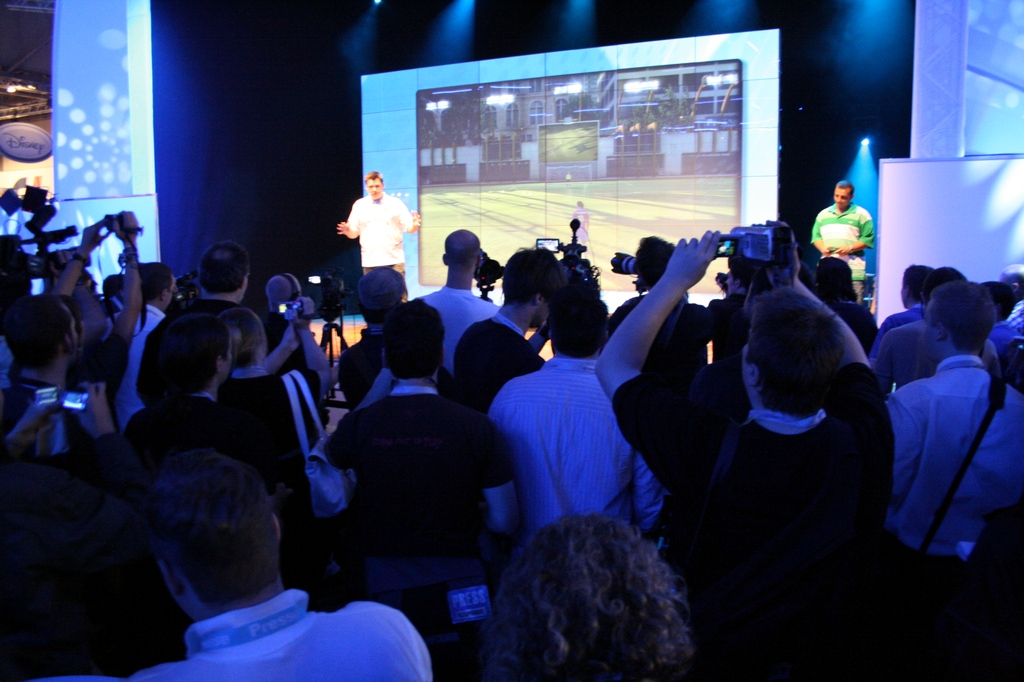
Demo in live di Fifa 08 per Playstation 3 all'EA Press Conference

Alcuni tipi di demo impongono dei limiti atti ad esaltare l'abilità del programmatore nel creare effetti migliori con risorse limitate. La capacità stessa dell'elaboratore può rappresentare un limite entro il quale manifestare la propria capacità.
I limiti cambiano da competizione a competizione, in funzione della macchina utilizzata dai programmatori e dalle scelte organizzative. Quasi tutte le demo ormai sono sviluppate per PC, ma storicamente venivano prodotte per funzionare su C64, Atari e Amiga. Furono prodotti anche demo funzionanti su TO7, BeBox, RISC PC, Macintosh, Amstrad CPC, Gameboy o quelli celebri per PlayStation.

### Applicazioni
Nei software (videogiochi, applicativi ecc.) il termine può assumere diversi significati.
- Una versione demo di un'applicazione è una versione ridotta (generalmente contenente le principali funzioni; ad esempio nei videogiochi è consuetudine inserire i primi livelli ed un numero limitato di personaggi selezionabili), solitamente pubblicata alcuni mesi prima dell'uscita sul mercato del programma completo. Le demo servono come mezzo promozionale; per stimare il gradimento del pubblico; per aiutare l'individuazione di bug, come quelli legati alla compatibilità. Le versioni demo sono solitamente gratuite (la licenza Shareware ha contribuito alla fortuna di titoli come Wolfenstein 3D e Doom), ottenibili tramite download da Bulletin board system (BBS) ed Internet oppure su Compact disc e DVD allegati a riviste specializzate. Tale versione può altresì contenere pressoché tutte le caratteristiche della versione completa, ma avere una scadenza temporale, oltre la quale il software cessa di funzionare.
- Molti videogiochi dispongono di una modalità demo che si avvia automaticamente dopo un certo tempo in cui l'utente non abbia premuto alcun tasto mentre si trova nel menù principale. Vengono visualizzate sequenze elaborate in tempo reale, dove tutti i personaggi sono controllati dal computer, oppure viene proposto un breve tutorial, mostrando i tasti associati ai movimenti di base del gioco[22].
- Una Technology demo (generalmente abbreviata in Tech demo), è un prototipo, un esempio grezzo o una versione incompleta di un prodotto creato con lo scopo di mostrarne le caratteristiche e le prestazioni; ad esempio le compagnie videoludiche producono delle tech demo di giochi che non vengono poi sviluppati, ma ad unico scopo di mostrare le qualità di una nuova console. Le Tech demo possono essere usate anche come dimostrazioni per gli investitori, i partner e i giornalisti. Si differenzia dalla versione demo che invece mostra una versione ridotta di un'applicazione già realizzata, o comunque di cui è prevista la pubblicazione, ed è da non confondere con la Demoscene che è da considerarsi una forma a sé stante di computer art[23][24].